# Sybra celebensis
Sybra celebensis là một loài bọ cánh cứng trong họ Cerambycidae.